# Lopušnik
Lopušnik es un pueblo ubicado en la municipalidad de Petrovac, en el distrito de Braničevo, Serbia.

## Superficie
Posee una superficie de 7,451 kilómetros cuadrados.

## Demografía
Hasta 2011 la población era de 396 habitantes, con una densidad de población de 53,15 habitantes por kilómetro cuadrado.